# Raika (Album)
Raika (japanisch ライカ) ist der Titel des Debütalbums der japanischen Popsängerin Chiai Fujikawa und erschien am 7. Mai 2019 über Nippon Columbia.
Das Album beherbergt elf Titel, darunter die Stücke Kimi no Namae und Atashi ga Tonari ni Iru Uchi ni, welche beide im Abspann der Animeserie The Rising of the Shield Hero zu hören sind und hat eine Spiellänge von 50 Minuten und 58 Sekunden.

## Hintergrund
Fujikawa wurde im Jahr 2015 Mitglied der J-Pop-Popgruppe Maneki Kecak, mit der sie ein vollwertiges Album, eine DVD sowie mehrere Singles veröffentlichte. Im August des Jahres 2018 gab sie ihren Ausstieg aus der Girlgroup bekannt und startete ihre Solo-Musikkarriere.
Bis zum Ende des Jahres brachte sie drei Singles heraus, darunter Katte ni Hitori de Dokidoki Sunna yo und Kimi no Namae, die beide auf dem Album platziert wurden. Im Jahr 2019 folgte die vierte Single Atashi ga Tonari ni Iru Uchi ni. Kimi no Namae und Atashi ga Tonari ni Iru Uchi ni sind im Abspann der Animeserie The Rising of the Shield Hero zu hören.
Die Musik wurde vom Komponisten-Kollektiv Elements Garden geschrieben, die zudem sämtlich Instrumente für das Album einspielten. Chiai Fujikawa schrieb in Zusammenarbeit mit Kan Furuya und Sekaikan Ozaki sämtliche Liedtexte.

## Veröffentlichung
Zu Atashi ga Tonari ni Iru Uchi ni wurde ein Musikvideo gedreht. Die Dreharbeiten fanden in Tokio und Okayama statt und dauerten drei Tage. Raika selbst erschien am 7. Mai 2019 über Nippon Columbia.

## Titelliste
| Nr. | Titel                                                                                                 | Autoren                                        | Länge | Anmerkungen                                                     |
| --- | --- | ---------------------------------------------- | ----- | --------------------------------------------------------------- |
| 1   | Raika (ライカ)                                                                                        | Ryūtarō Fujinaga (Musik) Chiai Fujikawa (Text) | 3:41  | • Musikvideo                                                    |
| 2   | Yomosugara Kimi o Omou (夜もすがら君を想う)                                                           | Fujinaga (Musik) Fujikawa (Text)               | 4:02  |                                                                 |
| 3   | Yume Nanka ja Meshi wa Kuenai to Dare ka no Sei ni Shite (夢なんかじゃ飯は喰えないと誰かのせいにして) | Fujinaga (Musik) Fujikawa (Text)               | 4:37  |                                                                 |
| 4   | Gomi no Hi (ゴミの日)                                                                                 | Fujinaga (Musik) Kan Furuya (Text)             | 3:44  |                                                                 |
| 5   | Kattō (葛藤)                                                                                          | Fujinaga (Musik) Fujikawa (Text)               | 4:23  |                                                                 |
| 6   | Katte ni Hitori de Dokidoki Sunna yo (勝手にひとりでドキドキすんなよ)                                 | Fujinaga (Musik) Furuya (Text)                 | 4:46  |                                                                 |
| 7   | Hane (羽)                                                                                             | Fujinaga (Musik) Fujikawa (Text)               | 5:09  |                                                                 |
| 8   | Atashi ga Tonari ni Iru Uchi ni (あたしが隣にいるうちに)                                              | Fujinaga (Musik) Fujikawa (Text)               | 5:55  | • 2. Abspannmusik zu The Rising of the Shield Hero • Musikvideo |
| 9   | Kimi no Namae (きみの名前)                                                                            | Takuja Ohata (Musik) Fujikawa (Text)           | 5:00  | • 1. Abspannmusik zu The Rising of the Shield Hero              |
| 10  | Ano Hi Ano Toki (あの日あの時)                                                                        | Fujinaga (Musik) Knob (Text)                   | 5:43  |                                                                 |
| 11  | Orange (オレンジ Orenji)                                                                              | Sekaikan Ozaki (Musik, Text)                   | 3:57  | • Bonustitel                                                    |

## Erfolg
Raika chartete in der Woche des 20. Mai 2019 auf dem zehnten Platz der japanischen Albumcharts und verblieb insgesamt neun Wochen lang. In der ersten Woche wurden 6.000 Einheiten verkauft. In den japanischen Charts, die durch Billboard ermittelt werden, stieg das Werk auf Platz 68 ein. In der Woche darauf kletterte das Album auf Platz sieben und erreichte seine Höchstposition.
Das Lied Kimi no namae erhielt eine Nominierung für die Anime Trending Awards 2020 in der Kategorie Best Ending Song of the Year.

## Auszeichnungen und Nominierungen
| Jahr | Auszeichnung          | Kategorie                    | für           | Resultat | Quellen |
| ---- | --------------------- | ---------------------------- | ------------- | -------- | ------- |
| 2020 | Anime Trending Awards | Best Ending Song of the Year | Kimi no namae | 6.Platz  | [ 12 ]  |